# Kroboth

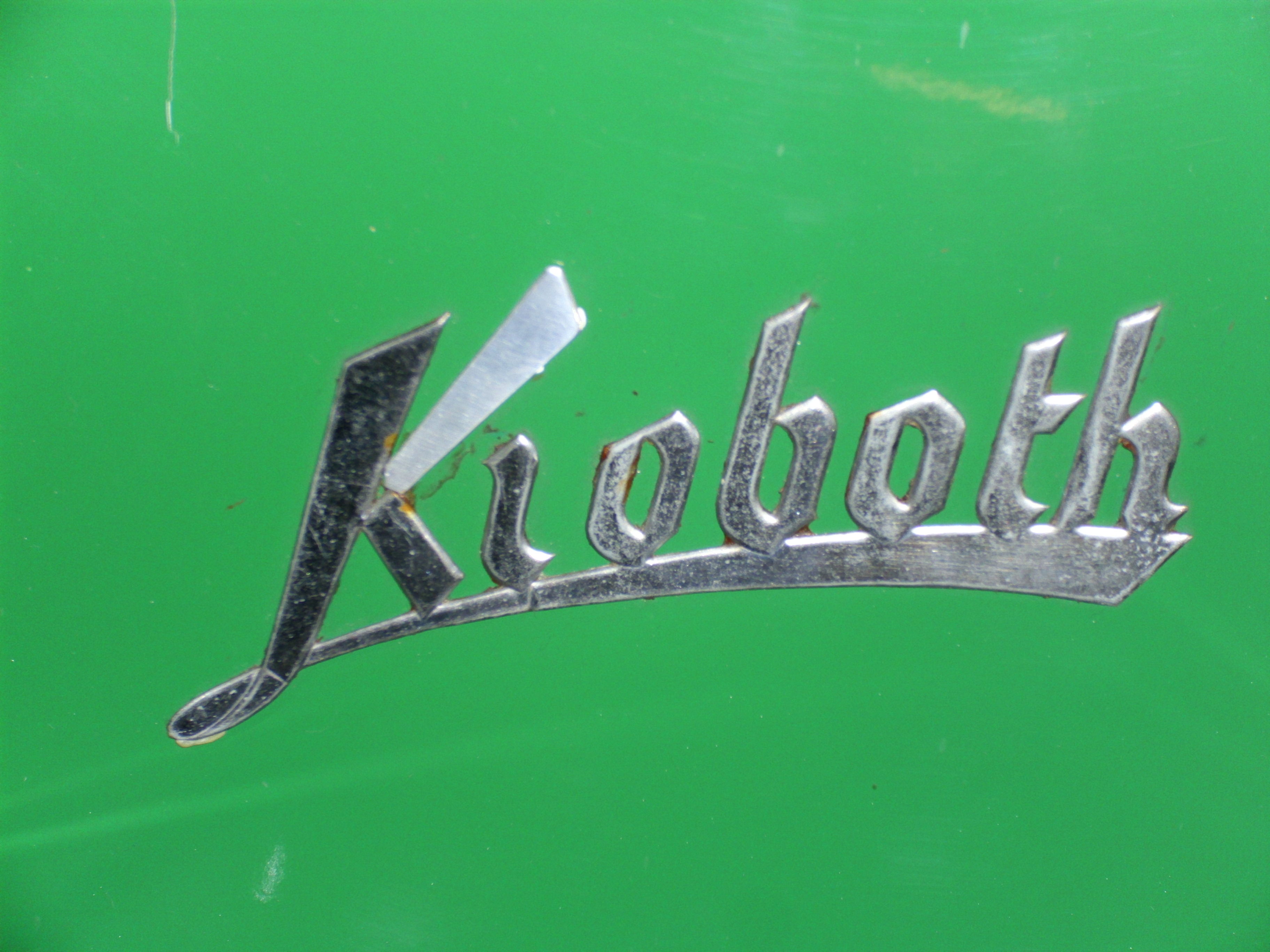

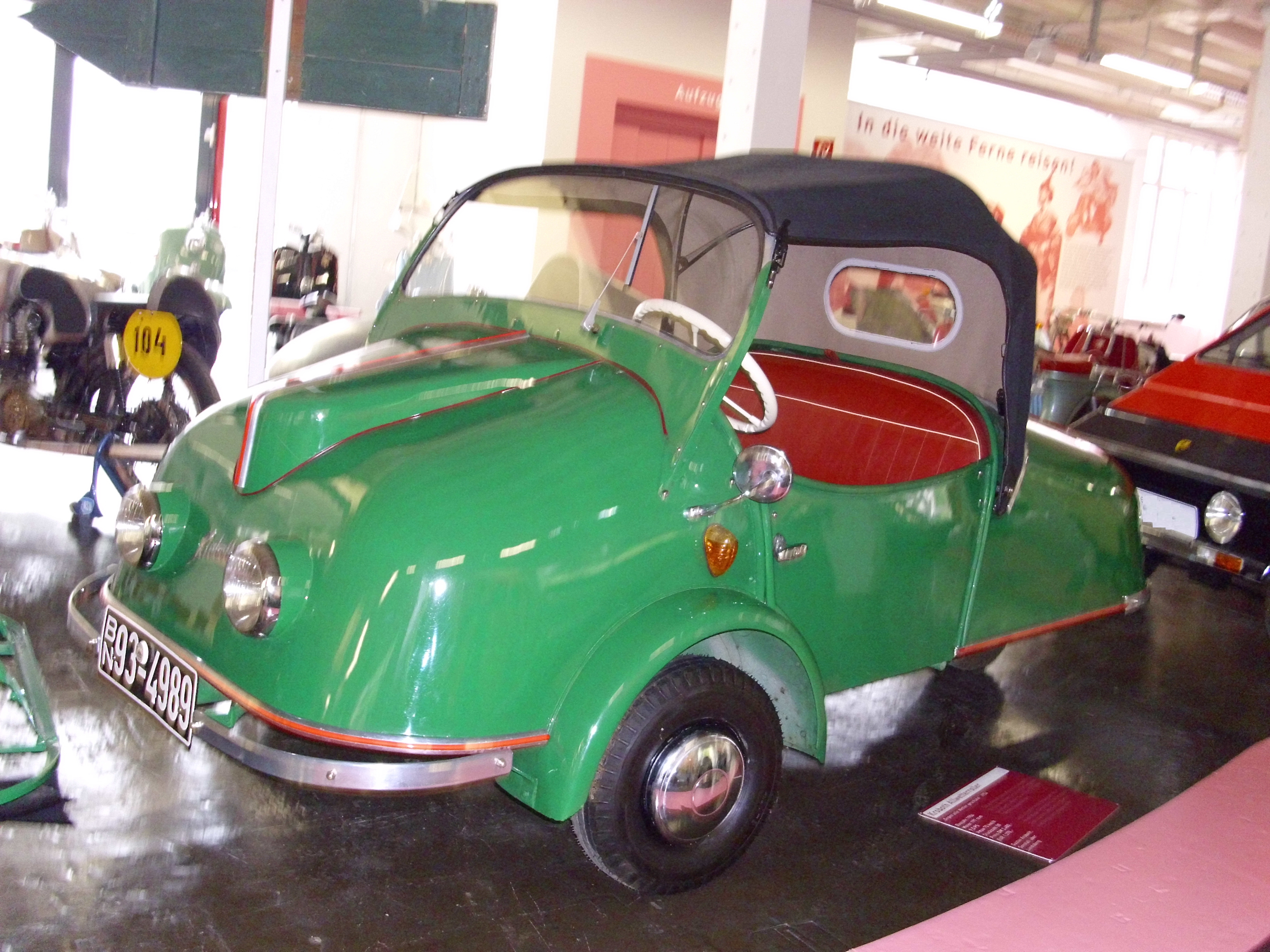
Kroboth Allwetter Roller.

Kroboth is een historisch scootermerk.
De bedrijfsnaam was: Fahrzeug- & Maschinenbau Gustav Kroboth, Seestall a. Lech.
Gustav Kroboth (Sternberg, 1904 - Weichs, 1985) bouwde al in de jaren twintig in Tsjechoslowakije de R&K (Richter & Kroboth) tweetakten met Villiers-motor. Ook nam hij deel aan snelheidswedstrijden maar daarvoor gebruikte hij motorfietsen van het merk Roconova. 

## Kroboth Favorit
In 1928 begon hij zijn eigen bedrijf, met steun van de garenfabrikant K. Grohmann. Kroboth begon kleine automobielen te produceren, waarvan het eerste en enige model, de Kroboth Favorit, in 1930 verscheen. Die auto had een 10pk-554cc-tweetaktmotor en was in drie versies leverbaar: Standard, Hardtop en Roadster. Waarschijnlijk door de crisisjaren moest de productie na 150 gebouwde exemplaren worden beëindigd en Gustav Kroboth voorzag in zijn levensonderhoud met zijn reparatiewerkplaats. Na de gedwongen volksverhuizing van 1945-1946 kwam Kroboth in het Duitse Seestall an der Lech terecht.

## Fahrzeug- & Maschinenbau G. Kroboth
Hier moest hij noodgedwongen helemaal opnieuw beginnen, maar met verzamelde spullen bouwde hij al snel weer een kleine werkplaats op. Toen in juni 1948 de Reichsmark tijdens de Währungsreform werd vervangen door de D-mark kreeg Gustav Kroboth een krediet (het "Vertriebenen-Aufbaukredit") van 5000 D-Mark van de overheid. In 1949 begonnen ook in Duitsland de eerste berichten over het succes van scooters in Italië door te sijpelen. Kroboth las erover in een blad en besloot zelf een eerste prototype te maken met een 100cc-Sachs-tweetaktmotortje. Met dit scootertje reed hij veel rond in zijn eigen omgeving en met zijn spaargeld richtte hij "Fahrzeug- und Maschinenbau G. Kroboth" op. Het prototype had twee unieke veersystemen. Achter was een 2½ mm dikke kettingkast gemonteerd. Die enorme dikte was nodig omdat die kettingkast werd gebruikt om een bladveer af te steunen. Aan de voorkant was een soort ongedempte telescoopvork aangebracht, maar de telescopische elementen eindigden boven het wiel waar ze aan een metalen dwarsplaat waren gelast.

### Kroboth 100 (Teddy)
Na verdere verbeteringen werd de eerste Kroboth-scooter in 1950 in productie genomen. Aanvankelijk kreeg hij de naam "Kroboth 100", maar al snel werd die naam veranderd in "Kroboth Teddy". Dit was nog een uiterst licht en vlot machientje, met zowel voor als achter enkelzijdige wielophanging, waarbij het voorwiel naar Italiaans voorbeeld een klein, meedraaiend spatbordje had. Verder was er een beschermingsplaat onder het stuur aangebracht, die omboog tot een voetplaat. Daarachter zat een soort kist, waarin het 100cc-Sachs-tweetaktmotortjes zichtbaar zat, evenals de rechthoekige benzinetank. Een simpel zweefzadel zorgde voor wat comfort, hoewel er ook achtervering aan boord was. Er was slechts plaats voor één persoon en de scooter kostte indertijd 890,= DM. Het was duidelijk dat er veel handwerk in de scooter zat, waardoor grote productieaantallen niet mogelijk waren. De Kroboth Teddy werd tot 1953 gemaakt. 

### Kroboth 150 (Cabrio)
Hoewel de opvolger in 1951 slechts 150 cc mat, was het een op het oog forse scooter. Dat kwam omdat Kroboth naar voorbeeld van de Maicomobil een enorm voorschild had gebogen, dat ook het voorwiel omvatte. Deze constructie kwam bij Duitse scooters meer voor: ook Heinkel zou de voorkant zo ontwerpen, maar daardoor zagen de Duitse scootes er vaak veel zwaarder en lomper uit dan de Italiaanse, die in het algemeen het voorwiel afgezien van een spatbordje vrij lieten. Het plaatwerk zat van voor tot achter vol uitgestanste luchtspleten, die wellicht vooral dienden om het plaatwerk een beetje te "breken". Op het forse voorschild was de koplamp gemonteerd, maar er stak ook een 15 cm lange buis met vuldop voor de benzine uit.  Er was nu genoeg vermogen voor een duopassagier, die net als de rijder ook voldoende ruimte op de scooter vond. Er was echter geen grote voetenplank meer: de ruimte tussen de benen van de rijder was opgevuld door een soort tunnel waaronder zich de motor bevond.

### Kroboth 175/175 Luxus
Het model van de Maicomobil werd al snel gemoderniseerd. Door er toch iets van een spatbordvorm in te brengen was het nog steeds fors, maar toch minder kaal dan voorheen. Kroboth volgde de nieuwe lijnen prompt: de 175cc-versie die in 1953 verscheen leek weer erg op de nieuwe Maico. De nieuwe Kroboth 175 scooter was geschikt als zijspantrekker en in de "Luxus"-versie was er zelfs een startmotor aan boord. Het plaatwerk boven de motor bevatte nu ook een gereedschapskist en kon door vier bouten los te draaien eenvoudig verwijderd worden. Onder het opklapbare duozadel zat een kistje dat als algemene bergruimte diende. De luchtspleten in het voorfront werden voortdurend veranderd: aanvankelijk waren het vier rijen van drie, later vier rijen van vier en in 1954 werden ook nog eens extra luchtsleuven aan de zijkant aangebracht.
De constructiewijze van Kroboth was nog steeds grotendeels gebaseerd op handwerk. Daardoor was de concurrentie tegen de grotere merken niet vol te houden en in 1955 werd de laatste scooter gebouwd. 

### Kroboth Allwetter Roller
In 1954 ontwikkelde Kroboth een driewielige dwergauto, de Allwetter Roller, die ook aangedreven werd door de 175cc-Sachs-motor. Voor de serieproductie waren echter investeringen nodig en door geldgebrek moest Kroboth ook deze productie in 1955 staken, toen er ongeveer 55 Allwetter Rollers gemaakt waren.
Gustav Kroboth verkocht zijn fabriekje en werd autorijschoolhouder in het dorp Weichs, waar hij in 1985 overleed.

## Technische gegevens
| Kroboth                | 100 (Teddy)                                 | 150 (Cabrio)                                | 175                                         | 175 E Luxus                                 |
| ---------------------- | ------------------------------------------- | ------------------------------------------- | ------------------------------------------- | ------------------------------------------- |
| Periode                | 1950-1953                                   | 1951-1955                                   | 1953-1955                                   | 1953-1955                                   |
| Categorie              | scooter                                     | scooter                                     | scooter                                     | scooter                                     |
| Motortype              | tweetakt                                    | tweetakt                                    | tweetakt                                    | tweetakt                                    |
| Bouwwijze              | luchtgekoelde eencilinder (Fichtel & Sachs) | luchtgekoelde eencilinder (Fichtel & Sachs) | luchtgekoelde eencilinder (Fichtel & Sachs) | luchtgekoelde eencilinder (Fichtel & Sachs) |
| boring                 | 48 mm                                       | 57 mm                                       | 62 mm                                       | 62 mm                                       |
| slag                   | 54 mm                                       | 58 mm                                       | 58 mm                                       | 58 mm                                       |
| Cilinderinhoud         | 97,7 cc                                     | 148 cc                                      | 175,1 cc                                    | 175,1 cc                                    |
| Carburateur(s)         | F&S                                         | F&S                                         | Bing                                        | Bing                                        |
| Smeersysteem           | mengsmering                                 | mengsmering                                 | mengsmering                                 | mengsmering                                 |
| Compressieverhouding   | 6:1                                         | 6,5:1                                       | 6,6:1                                       | 6,6:1                                       |
| Max. Vermogen          | 2,0 kW/2,75 pk bij 4.000 tpm                | 4,8 kW/6,5 pk bij 4.700tpm                  | 6,6 kW/9 pk bij 5.250 tpm                   | 6,6 kW/9 pk bij 5.250 tpm                   |
| Boordspanning          | 6 V                                         | 6 V                                         | 6 V                                         | 12 V                                        |
| Startwijze             | kickstarter                                 | kickstarter                                 | kickstarter                                 | kickstarter en startmotor                   |
| Topsnelheid            | 60 km/h                                     | 70 km/h                                     | 90 km/h                                     | 90 km/h                                     |
| versnellingen          | 2                                           | 4                                           | 4                                           | 4                                           |
| Secundaire aandrijving | ketting                                     | ketting                                     | ketting                                     | ketting                                     |
| Rijwielgedeelte        | buisframe                                   | buisframe                                   | buisframe                                   | buisframe                                   |
| Voorvork               | eenzijdige dubbele telescoop                | eenzijdige dubbele telescoop                | eenzijdige dubbele telescoop                | eenzijdige dubbele telescoop                |
| Achtervork             | swingarm met bladveer                       | swingarm met bladveer                       | swingarm met bladveer                       | swingarm met bladveer                       |
| Droog gewicht          | 60 kg                                       | 98 kg                                       | 130 kg                                      | 133 kg                                      |